# Ma'ale Cvija
Ma'ale Cvija nebo jen Cvija (hebrejsky מַעֲלֵה צְבִיָּה, v oficiálním přepisu do  angličtiny Zviyya, přepisováno též Ma'ale Tzviya) je vesnice typu společná osada (jišuv kehilati) v Izraeli, v Severním distriktu, v Oblastní radě Misgav.

## Geografie
Leží v nadmořské výšce 257 metrů, v centrální části Dolní Galileji, cca 23 kilometrů východně od břehů Středozemního moře a cca 19 kilometrů na západ od Galilejského jezera. Je situována na pahorku v severní části údolí Bik'at Sachnin. Jižně od něj údolí opouští vádí Nachal Chilazon, na východ od vrchu protéká vádí Nachal Kecach.
Obec se nachází cca 105 kilometrů severovýchodně od centra Tel Avivu a cca 35 kilometrů severovýchodně od centra Haify. Ma'ale Cvija obývají Židé, přičemž osídlení v tomto regionu je etnicky smíšené. 4 kilometry na jih leží město Araba, které obývají izraelští Arabové, stejně jako město Dejr Channa 4 kilometry na jihovýchodě nebo Sachnin 4 kilometry jihozápadním směrem. Jediným větším židovským sídlem je zde město Karmiel 4 kilometry severozápadně od osady. Krajina mezi těmito městskými centry je ovšem prostoupena řadou menších židovských vesnic.
Obec Ma'ale Cvija je na dopravní síť napojena pomocí lokální silnice číslo 804.

## Dějiny
Vesnice Ma'ale Cvija byla založena v roce 1979 v rámci programu Micpim be-Galil, který vrcholil na přelomu 70. a 80. let 20. století a v jehož rámci vznikly v Galileji desítky nových židovských vesnic s cílem posílit židovské demografické pozice v tomto regionu a nabídnout kvalitní bydlení kombinující výhody života ve vesnickém prostředí a předměstský životní styl.
Pojmenována je podle Cvija Lubetkinové, členky židovského protinacistického odboje ve Varšavě, jež se podílela na povstání ve varšavském ghettu a později v Izraeli zakládala kibuc Lochamej ha-Geta'ot.
Zakladateli vesnice byla skupina mladíků napojená na Kibucové hnutí a původně byla Ma'ale Cvija organizována jako kolektivní kibuc. Šlo ale o malou obec, která se potýkala s nízkou populací. V roce 1986 kibuc zanikl a vesnice se proměnila na individuálně organizovanou společnou osadu. O proměnu téměř vylidněné vesnice se zasloužila nová osadnická skupina Atid (עתיד), která sem byla vyslána za asistence Židovské agentury.
V Lotem je k dispozici zařízení předškolní péče o děti. Základní škola je ve vesnici Gilon.
Výhledově má vesnice projít další stavební expanzí. Územní plán umožňuje rozšíření na 150 rodin.

## Demografie
Obyvatelstvo Ma'ale Cvija je sekulární. Podle údajů z roku 2014 tvořili populaci v Ma'ale Cvija Židé (včetně statistické kategorie "ostatní", která zahrnuje nearabské obyvatele židovského původu ale bez formální příslušnosti k židovskému náboženství).
Jde o menší sídlo vesnického typu s dlouhodobě stagnujícím počtem obyvatel. K 31. prosinci 2014 zde žilo 304 lidí. Během roku 2014 populace klesla o 1,9 %.
| Rok            | 1983 | 1995 | 2001 | 2003 | 2004 | 2005 | 2006 | 2007 | 2008 | 2009 | 2010 | 2011 | 2012 | 2013 | 2014 |
| -------------- | ---- | ---- | ---- | ---- | ---- | ---- | ---- | ---- | ---- | ---- | ---- | ---- | ---- | ---- | ---- |
| Počet obyvatel | 29   | 152  | 263  | 277  | 282  | 282  | 281  | 292  | 311  | 293  | 298  | 308  | 321  | 310  | 304  |